# Чемпионат Азербайджана по волейболу среди мужчин
Чемпионат Азербайджана по волейболу среди мужчин — ежегодное соревнование мужских волейбольных команд Азербайджана. Проводится с сезона 1991/92.
Соревнования проходят в двух дивизионах — Суперлиге и высшей лиге. Организатором чемпионатов является Федерация волейбола Азербайджана.

## Формула соревнований
В Суперлиге в сезоне 2024/2025 участвовало 6 команд: «Муров Аз Терминал», «Азеррейл», «Хиласедиджи», «Нефтчи», МОИК (все — Баку), «Гянджляр» (Гянджа). На предварительном этапе команды провели 4-круговой турнир, по итогам которого определены пары полуфинала плей-офф. Полуфинальные и финальные серии плей-офф состояли из двух матчей (на большее количество очков по итогам этих матчей и с «золотым» сетом при необходимости). Чемпионский титул выиграл «Азеррейл», победивший в финале «Муров Азтерминал» 2-0 (3:0, 3:1). 3-е место занял «Хиласедиджи».
За победы со счётом 3:0 и 3:1 команды получали по 3 очка, за победы 3:2 — по 2, за поражения 2:3 — 1, за поражения 0:3 и 1:3 очки не начислялись.

## Чемпионы
- 1991/1992 СКА Баку
- 1992/1993 СКА Баку
- 1993/1994 СКА Баку
- 1994/1995 СКА Баку
- 1995/1996 СКА Баку
- 1996/1997 СКА Баку
- 1997/1998 СКА Баку
- 1998/1999 «Метро» Баку
- 1999/2000 «Метро» Баку
- 2000/2001 «Метро» Баку
- 2001/2002 «Метро» Баку
- 2002/2003 «Азернефть» Баку
- 2003/2004 «Азернефть» Баку
- 2004/2005 «Азернефть» Баку
- 2005/2006 «Азернефть» Баку
- 2006/2007 «Азернефть» Баку
- 2007/2008 «Азернефть» Баку
- 20008/2009 «Азернефть» Баку
- 2009/2010 «Серхедчи» Баку
- 2010/2011 «Серхедчи» Баку
- 2011/2012 «Нефтчи» Баку
- 2012/2013 «Нефтчи» Баку
- 2013/2014 «Нефтчи» Баку
- 2014/2015 «Нефтчи» Баку
- 2015/2016 «Нефтчи» Баку
- 2016/2017 «Локомотив» Баку
- 2017/2018 «Локомотив» Баку
- 2018/2019 «Локомотив» Баку
- 2019/2020 Чемпионат не завершён. Итоги не подведены
- 2020/2021 Чемпионат отменён
- 2021/2022 «Муров» Баку
- 2022/2023 «Муров» Баку
- 2023/2024 «Азеррейл» Баку
- 2024/2025 «Азеррейл» Баку[1]